# Енгельберт III де ла Марк
Енгельберт III де ла Марк (фр. Engelbert III de La Marck, нім. Engelbert III. von der Mark; 1304 — 25 серпня 1368) — церковний і державний діяч Священної Римської імперії, 44-й архієпископ Кельна-курфюрст і 16-й герцог Вестфалії у 1364—1368 роках.

## Життєпис
Походив з династії де Ла Марк-Альтена. Другий син графа Енгельберт II, графа Марку, і Мехтільди фонн Аренберг. Народився 1304 року. Замолоду призначений для церковної кар'ри.
1332 року завдяки протекції стрийка Адольфа II, єпископа Льєжа, обирається пробстом собору в Льєжі. 1345 року після смерті стрийка змінив того на посаді Льєзького єпископа, що затвердив папа римський Климент VI.
З самого початку вимушений був протистояти союзу міст на чолі із Льєжем, що домогалися розширення своїх прав в управлінні єпископством. В свою чергу новий єпископ Енгельберт I спирався на духівництво та більшість світської знаті. На допомогу єпископу Льєзькому відправили війська Йоганн I, король Богемії, та сусідні графи. Втім у битві 1346 року біля Воттему війська Енгельберта I на чолі із Дітрихом IV фон Фалкенбургом зазнали поразки, війська союзу міст зайняли єпископські замки. На деякі час бойові дії припинилися, але 1347 року після провалу перемовин вони поновилися. У битві на Валеффському полі Енгельберт I здобув певну перемогу на міським військом. Після цього в замку Вару було укладено мирний договір, за яким міста визнавали усі права єпископа, останній отримував право визначати статути міст, сплачували тому 140 тис. золотих гульденів як відшкодування збитків.
У 1355—1357 роках під час Війни за Брабантську спадщину підтримав Людовика II, графа Фландрії. Натомість місто Льєж стало на бік Жанни Брабантської. 1361 року після смерті Дітриха фон Гайнсберга оголосив частину спадщини останнього — графство Лоон — власністю Льєзького єпископства. Втім претензії на нього висунули також Готфрід фон Гайнсберг і Арнольд де Рюміньї. Невдовзі єпископські війська зайняли Лоон. Тоді Готфрід продав права на Лоон де Рюміньї, який за підтримки імператора Карла IV Люксембурга (йому Арнольд де Рюміньї заклав графство) намагався повернути собі Лоон, проте невдало. Остаточно Лоон було приєднано до єпископства вже наступником Енгельберта I.
У 1362 році брав участь у виборах архієпископа Кельнського, але програв своєму небіжу Адольфу. 1364 року, коли останній залишив посаду архієпископа, Енгельберт зрештою отримав цей сан, затверджений папою римським Урбаном V. Відомий з цього часу як Енгельберт III. Але вимушений був передати небожеві Адольфу округ Райнберг, Кемпен, Едт, Вальденбург-Шнелленберг, що входили до Кельнської єпархії, посаду маршала Вестфалії, а також 5 тис. рейхсмарок. Посаду єпископа Льєзького передав Йоганну IV фон Аркелю.
Розпочав наступ на графство Арнсберг, намагаючись приєднати його до герцогства Вестфальського. Потім намагався купити його графство в Готфріда IV фон Арнсберга, але той оголосив спадкоємцем свого сюзерена Конрада I, графа Ольденбурга. 
1366 року через хворобу призначив Куно II фон Фолкенштайна, архієпископа Тріра, своїм коад'ютором. 1368 року Крістіан V, граф Ольденбургу, потрапив у полон, що дало можливість приєднати графство Арнсберг до герцогства Вестфалія, чим завершити тривалу боротьбу до об'єднання північного і південного Зауерланду. Помер того ж року. Поховано в каплиці Хреста Кельнського собору.